# تینگول
الوه (به انگلیسی: Elwë)، که بیشتر با نام تینگول (Thingol) شناخته می‌شود، شخصیتی در سرزمین میانی در داستان‌های تالکین است. وی پادشاه دوریات و نیز پادشاه بلندمرتبه سیندار می‌باشد.
او در سال‌های اولیه الدار به دنیا آمد و برادر بزرگتر اولوه (Olwë) و المو (Elmo) می‌باشد. همچنین او یکی از دوستان صمیمی فینوه، پادشاه بلندمرتبه نولدور می‌باشد. موی او خاکستری بود و نیز بلندترین مخلوق در بین الف‌ها و انسان‌ها بود. تینگول یکی از شخصیت‌های اصلی سیلماریلیون می‌باشد که به جستجوی سیلماریل‌ها پرداخت و یکی از بزرگترین پیروزی‌های دوران اول را رقم زد. این کار در نهایت منجر به سقوط خود او نیز شد.

## سفیر والار
تینگول در کوئی وینن در روزهای پیش از خورشید و ماه هنگامی که سرزمین میانه تنها با نور ستارگان روشن می‌شد، به دنیا آمد. سه هزار سال بعد، پس از به بندکشیدن ملکور، اورومه که یک والار بود، سه تن از الف‌ها یعنی اینگوه، فینوه و الوه را به والینور برد تا الداها را ترغیب به آمدن به آمان کند. در بازگشتان، سفیران الفی، بسیاری از مردمانشان را ترغیب کردند که در سفر بزرگ به غرب آنها را همراهی کنند. پس از هزاران مایل سفر، الف‌ها به سه دسته تقسیم شدند، وانیار، نولدور و تلری یا سیندار. تلری‌ها توسط الوه و برادرش اولوه رهبری می‌شدند که بزرگترین و نیز کندترین گروه الف‌ها بودند که آخر از همه به سواحل غربی سرزمین میانه رسیدند. الف‌های نولدور حالا به سرزمین والینور وارد شده بودند، در حالیکه تلری‌ها هنوز منتظر جزیره شناور بودند.
در این هنگام، الوه در جنگل‌های نان الموت گم شد. در اینجا بود که او با ملیان که یک مایار بود روبرو شد. در حالیکه الوه در افسون ملیان گرفتار شده بود، هیچ یک از تلری‌ها نتوانستند آنها را پیدا کنند. هنگامی که والاها برای بردن بقیه الف‌ها به سرزمین میانه بازگشتند، تنها بخشی از تلری‌ها که توسط اولوه رهبری می‌شدند، با آنها به والینور عازم شدند. بقیه تلری‌ها عاشق سرزمین بلریاند شدند و به خاطر فقدان اربابشان سفر به والینور را رد کردند.

## پادشاه دوریات
بیش از هزار سال گذشت تا اینکه الوه و همسرش ملیان دوباره ظاهر شدند. او مردمش را جمع کرد و پادشاهی دوریات را بنا نهاد. مردمان او «سیندار» نامیده شدند، یعنی «الف‌های خاکستری» و زبان آنها نیز «سینداری» نامیده شد. پس از آن الوه به پادشاه الو تینگول تغییر نام داد و ارباب تمام سرزمین بلریاند گشت. از آنجاییکه تینگول پادشاه الف‌های خاکستری بود که تا به حال نور دو درخت را ندیده بودند، به عنوان سفیر والاها او همانند دیگر اربابان الدار به عنوان الف بلندمرتبه محسوب می‌شود.
طبق توصیه ملیان، تینگول متحد دورف‌های بله‌گوست شد. آنها برای او غار بزرگ منگورات را ساختند، و او نیز در پاداش آنها مروارید بزرگ نیمفلوس را اهدا کرد.
هزار سال پیش از ایجاد خورشید و ماه، الف‌های سبز به رهبری دنه تور به بلریاند وارد شدند. تینگول از آنها استقبال کرد و سرزمین اوسیریاند را به آنها هدیه داد که بعدها به لیندون معروف گشت. الف‌های سبز در مورد گسترش اورک‌ها و دیگر مخلوقات اهریمنی در شمال و شرق سرزمین میانه صحبت کردند. از آن پس الف‌های خاکستری شروع به مسلح کردن خود نمودند.
قرن‌ها بعد ملکور به سرزمین میانه بازگشت. حال او مورگوت نام داشت، او دو درخت را نابود کرده، فینوه را کشته و نیز سیلماریل‌ها را به سرقت برده بود. در حالیکه در جستجوی قلمرو جدیدش بود، نبردی ناگهانی را به سرزمین‌های سیندار شروع کرد. اولین نبرد بلریاند به نفع تینگول به پایان رسید و باعث شد که هیچ اورکی وارد سرزمین دوریات نشود، اما الف‌های سبز زیان‌های جبران ناپذیری را دیدند و الف‌های سواحل نیز محاصره شدند.
الف‌های سواحل سرانجام با آمدن نولدوها که منجر به نبرد داگور-نوین-ایگلیات («جنگ زیر نور ستارگان») شد، نجات پیدا کردند. نیروهای مورگوت از هم پاشیدند و محاصره طولاتی آنگباند توسط نولدوها آغاز شد.

## در جستجوی سیلماریل ها
تینگول و ملیان یک فرزند داشتند، دختری به نام لوتین که گفته می‌شود زیباترین بانویی بوده که تا آن زمان می‌زیسته‌است. لوتین عاشق انسانی با نام برن شد. تینگول مایل نبود که این دو با یکدیگر ازدواج کنند زیرا او ارزش بسیار زیادی برای دخترش قائل بود و انسان‌ها را دوست نداشت. به عنوان مهریه، او از برن خواست تا سیلماریل‌ها را از چنگال مورگوت خارج کند و برای او بیاورد در حالیکه فکر می‌کرد هیچ راهی وجود ندارد که برن این کار خطیر را انجام دهد. اما این مهریه سنگینی بود که در نهایت منجر به کشته شدن او شد.

## نائوگلامیر و سرنوشت تینگول
تینگول از اینکه توانست سیلماریل را بدست آورده بود مغرور بود و به همین دلیل چند تا از دورف‌ها را استخدام کرد تا نائوگلامیر (Nauglamír) را بسازند و آن را در این زنجیر که از طلای خالص ساخته شده بود قرار دهند. صنعتگران دورف نیز به این جواهرات حسادت ورزیدند و برای تصاحب آن تینگول را کشتند که طی مجموعه‌ای از اتفاقات منجر به سقوط دوریات و پراکندگی مردم آن شد.
وارث تینگول، دیور فرزند برن و لوتین بود.
شمشیر تینگول آرانروت (Aranrúth) نام دارد یعنی «خشم پادشاه». تاج پادشاه نیز آنچنانکه در منظومه لیتیان توصیف می‌شود، از طلای خالص ساخته شده و با یاقوت سرخ و الماس سفید منقش شده بود.